# ۶۷ (پیش از میلاد)
۶۷ (پیش از میلاد) ۶۷مین سال قبل از تقویم میلادی است.